# Saturnalia

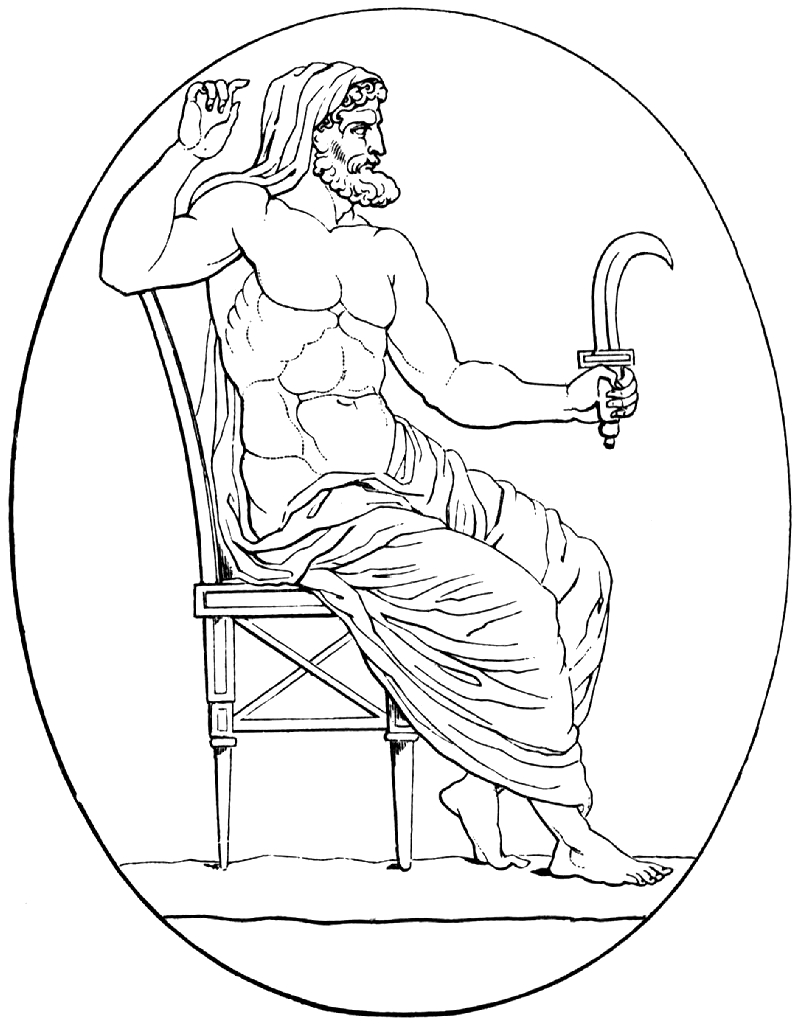
Saturnalia este o sărbătoare în cinstea zeului Saturn

Saturnaliile (din latina Saturnalius) a fost o sărbătoare populară la romani care avea loc în fiecare an, în cinstea zeului Saturn, după terminarea lucrărilor agricole.
Festivitățile de Anul Nou au originea în Babilon, apoi se transmit în Grecia antică și în cele din urmă la Roma. Romanii au numit-o Saturnalia - în cinstea lui Saturn.
Prima zi de Saturnalii la Roma începea pe 17 decembrie și continua până pe 23 decembrie. 
Iulius Cezar, dictator pe viață al Romei păgâne, a fost cel care a instituit Festivalul de Anul Nou pe 1 ianuarie. În 46 î.e.n. Cezar a adoptat calendarul iulian. El a investit ziua de 1 ianuarie cu toate obiceiurile romane de Saturnalii.

## Vezi și
- Templul lui Saturn